# Yves Charpak
Pour l’article homonyme, voir Charpak.
Yves Charpak (né en 1954 à Paris) est un épidémiologiste biostatisticien chercheur en santé publique français. Il conseilla l'Organisation mondiale de la santé et fut notamment directeur des affaires internationales de l'Institut Pasteur et des Études et prospectives à l'Établissement français du sang. Ce membre de plusieurs instances d'évaluation et de conseil de la santé en France fut aussi représentant OMS auprès de l'Union européenne.

## Naissance et éducation
La famille Charpak, issue de la communauté juive, émigre en 1931 d'une région du sud-est de la Pologne (aujourd'hui en Ukraine) pour la capitale française.
Yves Charpak est le fils du prix Nobel de physique Georges Charpak, ainsi que le neveu du réalisateur et scénariste André Charpak.
L'enfance d'Yves Charpak, de son frère et de sa sœur est ponctuée par les travaux paternels dans différents laboratoires de recherche en Suisse ou en France dans le pays de Gex. Yves rencontre aussi des grands chercheurs au domicile de ses parents. ll complète son Baccalauréat français à l'École Internationale de Genève.
Après ses études de médecine dans les années 1970 , Yves Charpak se spécialise en épidémiologie clinique et devient chercheur en santé publique

## Carrière
Au cours de son parcours professionnel, Yves Charpak est membre de plusieurs instances de conseil ou d'évaluation de la santé en France.
Dès 1981, et jusqu'en 1987, l'universitaire Charpak devient chercheur en épidémiologie clinique au sein d'une équipe de l'Inserm. Il travaille aussi au sein de l'Institut national de la santé et de la recherche médicale.

### Ses années startups
En 1987, Yves Charpak crée et dirige pendant douze ans sa société de conseil et d'étude EVAL, spécialisée dans lʼévaluation du système de santé français et la mise en œuvre des outils de la recherche pour l'évaluation des politiques publiques. Il fusionnera EVAL avec CEMKA en 1999.
À partir de 1989, il co-développe avec son père Georges des applications médicales liées aux détecteurs de particules (radiologie douce développant des doses irradiantes très faibles). Il fonde avec lui « Biospace Instruments », une startup d'imagerie biomédicale
Dans les années 1990, Yves Charpak négocie avec les Russes au sujet de certaines applications médicales[pas clair] à très faibles taux de radiations développées par son père, Georges Charpak dont le dernier combat était d'alerter l'opinion sur le danger de la dissémination des armes nucléaires miniaturisées.
En 1990, Yves Charpak crée EPIMEDIC, une start-up de pharmacovigilance spécialisée dans la pharmaco-épidémiologie, et l'étude du médicament après mise sur le marché.
Dès 1992, il participe à la création de EOS Biospace Radiologie, une société start-up en imagerie médicale numérique « basse dose », introduite en Bourse en 2010.
En fin 1999, Yves Charpak fusionne sa première société EVAL avec CEMKA, une filiale de l'INSERM pour l'expertise médico-économique. CEMKA-EVAL en a résulté.

### Ses années OMS, Pasteur et EFS
En 2000, en tant que conseiller, Yves Charpak rejoint à Copenhague Marc Danzon, nouveau directeur du bureau régional de l'Organisation mondiale de la santé pour l'Europe, nouvellement élu par les cinquante-trois pays membres de cette région. Yves Charpak réalise des analyses stratégiques de politiques de santé au niveau international, puis évalue leur mise en œuvre. Il participe aussi aux relations institutionnelles avec le siège de l'OMS à Genève, avec d'autres organisations internationales et avec des gouvernements européens.
De 2004 à 2007, en tant que médecin-biostatisticien, Yves Charpak assure en outre à Bruxelles le rôle de représentant de l'OMS Europe auprès de l'Union Européenne. Il devient le biostatisticien conseiller principal de Marc Danzon qui sera le directeur régional de l'OMS EUROPE de 2000 à 2010.
À l'été 2007, Charpak rentre à Paris pour devenir directeur des affaires internationales de l'Institut Pasteur. Il y gère des partenariats et de l'animation scientifique dans le réseau international des trente-deux Instituts Pasteur du monde. Il met aussi en place de nouvelles relations entre l'Institut Pasteur et les principales organisations nationales ou internationales spécialisées en veille sanitaire et recherche en santé au niveau mondial.
De 2010 à 2014, il prend le directorat des Études et de la Prospective à l'Établissement français du sang (EFS).

## Expertises épidémiques et pandémiques
Le docteur Yves Charpak a exercé son expertise en matière de santé publique pendant sept ans à l'Organisation mondiale de la santé. Il explique que 
« l'OMS, c'est 10 000 employés dans le monde entier. C'est l'équivalent de l'Établissement français du sang où j'ai aussi travaillé. C'est tout petit pour le monde entier. C'est le budget d'un petit centre hospitalier universitaire français... C'est une organisation gouvernée par ses États membres et qui est en relation avec les ministres de la santé et les décideurs.
En phase d'alerte, cela donne une force très importantes pour discuter de se que l'on peut faire en commun. Et justement, le règlement sanitaire international a été validé dans ce sens en 2005. [...] La France possède à Lyon un centre de l'OMS dont on n'entend pas parler... Financé par la France, il s'occupe de la formation de tous les professionnels qui doivent réagir en cas d'alerte sanitaire internationale dans le monde entier, et en particulier dans les pays les plus en difficulté. » 
Le docteur Yves Charpak ajoute néanmoins : 
« On est en pointe sur la préparation. On a des hôpitaux près à accueillir des patients qu'il faut mettre à l'isolement. Mais en avons-nous assez en cas de grosse crise ?... ».
Yves Charpak est aussi membre du bureau de la Société française de santé publique et président de sa commission internationale. À ces titres, cet expert en santé est souvent consulté par les instances et médias, surtout en période d'épidémie ou de pandémie (bronchiolite, choléra, Maladie à virus Ebola, grippe, lèpre, rougeole, SRAS (SARS-1), Covid-19, typhus, tuberculose, et autres maladies à déclaration obligatoire.
Le docteur Yves Charpak alerte à nouveau : 
« Encore une fois, je reviens sur notre grippe saisonnière qui tue 10 000 personnes par année, dans un pays comme la France !... [...] On ne prend sans doute pas toutes les mesures qu'il faudrait. C'est-à-dire — sans parler de la vaccination — masque, lunettes, mesures d'hygiène, rester chez soi… Sans ces mesures simples et de bon sens, chaque personne qui est malade transmet à tous les autres. Et on dit : "c'est la vie !" »
Le 18 janvier 2012, dans le journal Le Monde, Yves Charpak revient sur la pandémie mondiale de grippe H1N1 de 2009, au cours de laquelle l'Organisation mondiale de la santé a été mise en cause. Il se pose question de l'indépendance de l'OMS et d'un besoin de réforme de cette institution fondée dès 1948.
Lors de l'épidémie de maladie à coronavirus de 2019-2020, Charpak fait cette remarque : « Je suis un peu surpris de la date de découverte fixée au 7 Janvier. [...] On parlait de l'apparition de ce Coronavirus un peu plus tôt... », et relève que cette « crise sanitaire est spéciale parce que ce virus à syndrome respiratoire aigu sévère ne se comporte pas comme le Sras précédent... ». Alors que divers États dont la France rapatrient leurs ressortissants depuis la Chine, il déclare  : « Ce n'est pas une mesure de santé publique ; c'est de la diplomatie nationale. [...] C'est même une forme de négation de ce que fait la Chine. C'est dire : ils ne vont pas être capables de traiter correctement nos ressortissants. » Il ajoute : « Ce n'est pas une mesure qui protège la santé des citoyens du monde. [...] Le rapatriement des expatriés de tel ou tel pays ne se justifie pas à mon avis d’un point de vue sanitaire, c’est même une mesure qui risque d’exporter la maladie... [...] Certains pays tiennent un double discours : ils prétendent qu’on leur impose des décisions. Alors qu’ils ont envoyé un représentant qui a participé à leur élaboration... » ; « Inévitablement, des jeux diplomatiques existent aussi. En ce moment, le jeu serait plutôt celui du "China bashing". Certains pays qui jugent ce pays trop puissant, peuvent peut-être se réjouir de le voir en difficulté. ». « Pour ma part, j’ai tendance à blâmer la pression des États membres d’abord soucieux de leurs intérêts économiques. [...] Depuis une semaine, chaque pays fait sa petite cuisine et rapatrie ses nationaux, notamment la France. En termes de santé publique, je trouve ces mesures vraiment contre-productives. ».
Le 2 février 2020, le premier décès survient hors de Chine, et fait réagir Yves Charpak : « Je vais être un peu brutal... Il n’y avait pas de raison qu’il n’y ait pas de décès hors de Chine. Et il faut s’inquiéter ; on assiste au début de quelque chose... » ; « Quand on approche des cinq milliards de transports unitaires dans le monde, il est évident que les pathologies circulent beaucoup plus et plus vite. [...] Dans quelques jours ou semaines, des échelons seront peut-être gravis. Si le virus se diffuse massivement, on arrivera à la notion de pandémie. Ce qui réclamera encore d’autres actions. ».
Interrogé par Radio chrétienne francophone, Yves Charpak déplore les modalités de communication publique en période de crise. Il explique : « J'ai tendance à penser que l'on fait trop de communication et que l'on ne fait pas assez. [...] Pourquoi est-ce que l'on a pas décidé que c'était une crise internationale plus rapidement - et même à des professionnels dont suis - que c'est une crise internationale ? J'étais en Thailande au début du mois de janvier. Sont arrivés les premiers cas en Thailande pendant que j'étais là-bas. Pour moi, c'était déjà une crise qui était internationale... [...] Je ne comprend vraiment pas pourquoi on a pas dit plus tôt que c'était une crise internationale ! ».
Le 8 février, alors que l'OMS n'a prononcé l'urgence sanitaire que le 30 janvier, Yves Charpak expose que : « Déclarer l’urgence permet de mettre en œuvre ce qu’on appelle le règlement sanitaire international. En clair, cela permet d’organiser la riposte au niveau mondial. [...] Pour les pays de l’Union européenne, il existe un Comité scientifique des risques sanitaires émergents et nouveaux, qui lui, a un pouvoir supra-national et peut décider d’imposer telle ou telle conduite. Mais on ne peut pas dire qu’on l’a beaucoup entendu pour le moment… ».
Le lendemain, il souligne que : « l’urgence de santé publique de portée internationale aurait pu être déclarée plus tôt. Et il y a probablement eu des pressions. Celles-ci n’étaient probablement pas le fait de la Chine, comme j’ai pu le lire, mais à mon avis plutôt d’États membres influents qui n’avaient pas intérêt à ce que l’urgence soit déclarée trop vite et voulaient par exemple se donner le temps de rapatrier leurs citoyens... »